# Communauté d'agglomération du Val de Fensch
La communauté d'agglomération du Val de Fensch (CAVF) est une communauté d'agglomération, située dans le département de la Moselle, en région Grand Est.
Le 1er janvier 2026, elle fusionnera avec la communauté d'agglomération Portes de France-Thionville, à la suite d'un processus de plus de deux ans d'études puis de validation et enfin de préparation.

## Historique
Le 19 juin 1998, la « communauté de communes du Val de Fensch » est créée par les 8 communes de Fameck, Florange, Hayange, Knutange, Neufchef, Ranguevaux, Serémange-Erzange et Uckange.
Le 1er janvier 1999, la commune d’Algrange intègre la communauté de communes.
La communauté de communes est transformée en communauté d'agglomération par un arrêté préfectoral du 9 décembre 1999 qui a pris effet le 1er janvier 2000 et prend sa dénomination actuelle de « communauté d’agglomération du Val de Fensch ». La commune de Nilvange adhère à la structure intercommunale, portant le nombre de communes membres à 10.
En 2018, certains élus envisagent la création d’une communauté d'agglomération englobant tout le Nord mosellan, et notamment celles du Val de Fensch, de Portes de France-Thionville et du Pays-Haut Val d’Alzette, afin de peser davantage dans les relations avec le Luxembourg. Cette hypothèse, controversée, est rejetée par d'autres élus, notamment Serge Jurczak, maire communiste de Serémange-Erzange.
Le 1er janvier 2026, la communauté d'agglomération du Val de Fensch et la communauté d'agglomération Portes de France-Thionville doivent fusionner, pour former un nouvel ensemble nommé Thionville Fensch Agglomération.

## Territoire communautaire

### Géographie
La communauté d’Agglomération du Val de Fensch s’étend sur 8 600 hectares et regroupe une population de près de 70 000 habitants
En 2017, le territoire communautaire accueille 20 500 emplois répartis dans 1 997 entreprises, dont 23 comptent plus de 100 salariés.

### Composition
La communauté d'agglomération est composée des 10 communes suivantes :

| Nom               | Code Insee | Gentilé                    | Superficie (km2) | Population (dernière pop. légale) | Densité (hab./km2) |
| ----------------- | ---------- | -------------------------- | ---------------- | --------------------------------- | ------------------ |
| Hayange (siège)   | 57306      | Hayangeois                 | 12,21            | 16 013 (2022)                     | 1 311              |
| Algrange          | 57012      | Algrangeois                | 6,96             | 5 928 (2022)                      | 852                |
| Fameck            | 57206      | Fameckois                  | 12,45            | 14 759 (2022)                     | 1 185              |
| Florange          | 57221      | Florangeois                | 13,16            | 11 891 (2022)                     | 904                |
| Knutange          | 57368      | Knutangeois                | 2,43             | 3 206 (2022)                      | 1 319              |
| Neufchef          | 57498      | Neufchefois                | 16,74            | 2 636 (2022)                      | 157                |
| Nilvange          | 57508      | Nilvangeois                | 2,81             | 4 375 (2022)                      | 1 557              |
| Ranguevaux        | 57562      | Ranguevallois              | 10,17            | 901 (2022)                        | 89                 |
| Serémange-Erzange | 57647      | Serémangeois et Erzangeois | 3,75             | 4 188 (2022)                      | 1 117              |
| Uckange           | 57683      | Uckangeois                 | 5,56             | 7 001 (2022)                      | 1 259              |

### Démographie
| 1968   | 1975   | 1982   | 1990   | 1999   | 2010   | 2015   | 2021   |
| ------ | ------ | ------ | ------ | ------ | ------ | ------ | ------ |
| 89 007 | 88 806 | 77 909 | 73 149 | 68 978 | 68 777 | 69 926 | 70 972 |

### Environnement
Énergie
Dans le cadre du SRADDET du Grand Est, ATMO Grand Est tient à jour les statistiques énergétiques de tous les EPCI régionaux. Aussi pouvons-nous représenter l’énergie finale consommée sur le territoire annuellement par secteur, ou par source, pour l’année 2017. Cette énergie finale annuelle correspond à 48,4 MWh par habitant.
| -                 | GWh par an |
| ----------------- | ---------- |
| Industrie         | 2 310      |
| Résidentiel       | 654        |
| Tertiaire         | 63         |
| Transport routier | 346        |
| Autres transports | 10         |

| -                                    | GWh par an |
| ------------------------------------ | ---------- |
| Électricité                          | 708        |
| Gaz naturel et produits pétroliers   | 2 219      |
| Bois-énergie                         | 53         |
| Autres EnR (PAC, solaire thermique…) | 49         |
| Autres non EnR                       | 356        |

La production d’énergie renouvelable (EnR) du territoire apparaît dans le tableau suivant, toujours pour l’année 2017 :
| -                     | GWh par an |
| --------------------- | ---------- |
| Bois-énergie          | 27         |
| Pompe à chaleur (PAC) | 24         |
| Photovoltaïque        | 1          |
| Solaire thermique     | 1          |

## Organisation

### Siège
L'intercommunalité a son siège à Hayange, Hotel de communauté, 10 rue de Wendel.

### Élus
La communauté d'agglomération est administrée par son conseil communautaire, composé de 51 conseillers municipaux, qui sont répartis comme suit : 
| Nombre de conseillers | Communes           |
| --------------------- | ------------------ |
| 10                    | Fameck, Hayange    |
| 9                     | Florange           |
| 5                     | Algrange, Uckange  |
| 4                     | Nilvange           |
| 3                     | Serémange-Erzange  |
| 2                     | Knutange, Neufchef |
| 1 (+1 suppléant)      | Ranguevaux         |

À la suite des élections municipales de 2020, le conseil communautaire a réélu son président sortant, Michel Liebgott, maire de Fameck, ainsi que son bureau communautaire, composé, en plus du président, de 12 vice-présidents et de 4 autres membres, dans lequel toutes les communes (sauf celle de Hayange,) sont représentées.

### Liste des présidents
| Période                                  | Période                        | Identité          | Étiquette | Qualité                                                                      |
| ---------------------------------------- | ------------------------------ | ----------------- | --------- | ---------------------------------------------------------------------------- |
| Les données manquantes sont à compléter. |                                |                   |           |                                                                              |
|                                          | avril 2014                     | Philippe Tarillon | PS        | Maire de Florange (2001 → 2014) Conseiller général de Florange (2008 → 2015) |
| avril 2014                               | En cours (au 21 novembre 2020) | Michel Liebgott   | PS        | Maire de Fameck (1989 → ) Député de la Moselle (8e circ.) (1997 → 2017)      |

### Compétences
L'intercommunalité exerce les compétences qui lui ont été transférées par les communes membres, dans les conditions déterminées par le code général des collectivités territoriales. Il s'agit de : 
- Développement économique : zones d'activités, aides aux entreprises, promotion du tourisme ;
- Aménagement de l'espace : constitution de réserves foncières, schéma de cohérence territoriale et documents d'urbanisme assimilés, zones d'aménagement concerté (ZAC) et opérations d’aménagement d'intérêt communautaire, organisation de la mobilité ;
- Équilibre social de l’habitat : programme local de l’habitat (PLH), Politique du logement d’intérêt communautaire, études foncières et autres, nécessaires à l’amélioration de l’équilibre social de l’habitat sur l’ensemble du territoire communautaire, logement social d’intérêt communautaire, réserves foncières pour la mise en oeuvre de la politique communautaire d’équilibre social de l’habitat, actions, par des opérations d’intérêt communautaire, en faveur du logement des personnes défavorisées, amélioration du parc immobilier bâti d’intérêt communautaire ;
- Politique de la ville : diagnostic du territoire et définition des orientations du contrat de ville, dispositifs contractuels de développement urbain, de développement local et d’insertion économique et sociale d’intérêt communautaire, dispositifs locaux de prévention de la délinquance, programmes d’action définis dans le contrat de ville ;
- Aire d'accueil pour les Gens du voyage ;
- Collecte et traitement des déchets des ménages et déchets assimilés : déchetteries à vocation intercommunale, collecte et traitement des déchets ménagers ;
- Eau et assainissement ;
- Voirie d'intérêt communautaire ;
- Actions relatives à la protection et à la mise en valeur de l’environnement : actions relatives à la protection et à la mise en valeur de l’environnement, lutte contre le bruit et la pollution de l’air ;
- Équipements culturels et sportifs d’intérêt communautaire ;
- Construction et entretien des bâtiments affectés aux cultes ;
- Aménagement numérique ;
- Petite enfance : établissements d’accueil du jeune enfant (EAJE) du territoire communautaire et du Relais,  observatoire communautaire de l’Accueil de la « Petite enfance » pour la définition d’un schéma directeur communautaire, Relais Assistants Maternels communautaire « La Luciole » ;
- Patrimoine industriel et touristique ;
- Soutien à l’enseignement supérieur et à la recherche ;
- Santé : observatoire territorial, aide à l’installation et maintien des professionnels de santé sur le territoire,  construction de nouveaux bâtiments décidés dans le cadre d’un schéma communautaire de santé, Intégration de la santé dans toutes les politiques publiques, soutien à la mise en réseau et à l’échange de pratiques entre les acteurs.
- Contribution au budget du Service départemental d’incendie et de secours

### Régime fiscal et budget
La communauté d'agglomération est un établissement public de coopération intercommunale à fiscalité propre.
Afin de financer l'exercice de ses compétences, l'intercommunalité perçoit, comme toutes les communatés d'agglomération, la fiscalité professionnelle unique (FPU) – qui a succédé à la taxe professionnelle unique (TPU) – et assure une péréquation de ressources.
Elle collecte également la taxe d'enlèvement des ordures ménagères (TEOM), qui finance ce service public, ainsi qu'une redevence d'enlèvement spéciale des ordures ménagères.
En 2019, l'intercommunalité avait un budget de 69,84 millions d’€ (46,79 millions d’€ en fonctionnement – 23,05 millions d’€ en investissement), dont 17,9 M€ redistribués aux communes : 14,8 d’allocations de compensation et 3,1 de dotation de solidarité communautaire.

### Personnel
Pour mettre en œuvre ses compétences, en 2017, l'intercommunalité employait 187 agents, dont 104 femmes, répartis en 25 cadres (catégorie A de la fonction  publique), 47 agents de catégorie B et 115 agents d'exécutiin (catégorie C de la fonction publique)

## Projets et réalisations

### Économie
La communauté d'agglomération participe à la réutilisation partielle de l'usine sidérurgique d'Uckange à travers le centre de recherche MetaFensch,  à travers la prise en charge d'une partie des travaux de réaménagement.

### Sports
La CAVF a suscité le regroupement de clubs sportifs afin de créer :
- le Club nautique du Val de Fensch en 2004[17]
- le Fensch Vallée Handball en 2012[18]

## Personnalités liées à la communauté
- Bernard Lavilliers : Le chanteur français y a travaillé et a écrit en souvenir la chanson Fensch Vallée dans son album Les Barbares (1976)